# Infant d'Espagne
Pour un article plus général, voir Monarchie espagnole.

Couronne d'infant d'Espagne.

Infant d'Espagne est un titre avec prédicat d'altesse royale qui est attribué en Espagne aux enfants du souverain, le roi (ou la reine) d'Espagne, et aux enfants de l'héritier du trône (prince ou princesse des Asturies). 
À la différence d'autres monarchies européennes, au sein de la famille royale espagnole, seul l'héritier de la couronne est appelé prince ou princesse, recevant notamment la principauté des Asturies ; les autres enfants du roi d'Espagne et les enfants du prince ou de la princesse héritière sont titrés infants d'Espagne.
Entre autres distinctions, les infants ont le droit d'être inhumés au Panthéon des Infants du monastère de l'Escurial. Les enfants des infants reçoivent le prédicat d'excellence et sont considérés comme grands d'Espagne.
Par ailleurs, les époux des infantes Pilar, Margarita, Elena et Cristina (respectivement, Luis Gómez-Acebo, Carlos Zurita, Jaime de Marichalar et Iñaki Urdangarin) ne sont pas devenus infants par mariage, mais ont cependant reçu le prédicat personnel d'excellence et l'usage des titres ducaux de leurs épouses, ceci durant le temps de leurs mariages et, rendu possible, dans le cadre d'un éventuel veuvage.
De plus, la législation espagnole permet au souverain d'octroyer ce titre, à sa discrétion et de façon exceptionnelle, à des personnes qu'ils considère dignes de cet honneur. Ainsi, la dignité d'infant fut accordée à Carlos de Borbón, duc de Calabre, roi titulaire des Deux Siciles et cousin du roi Juan Carlos Ier.

## Histoire

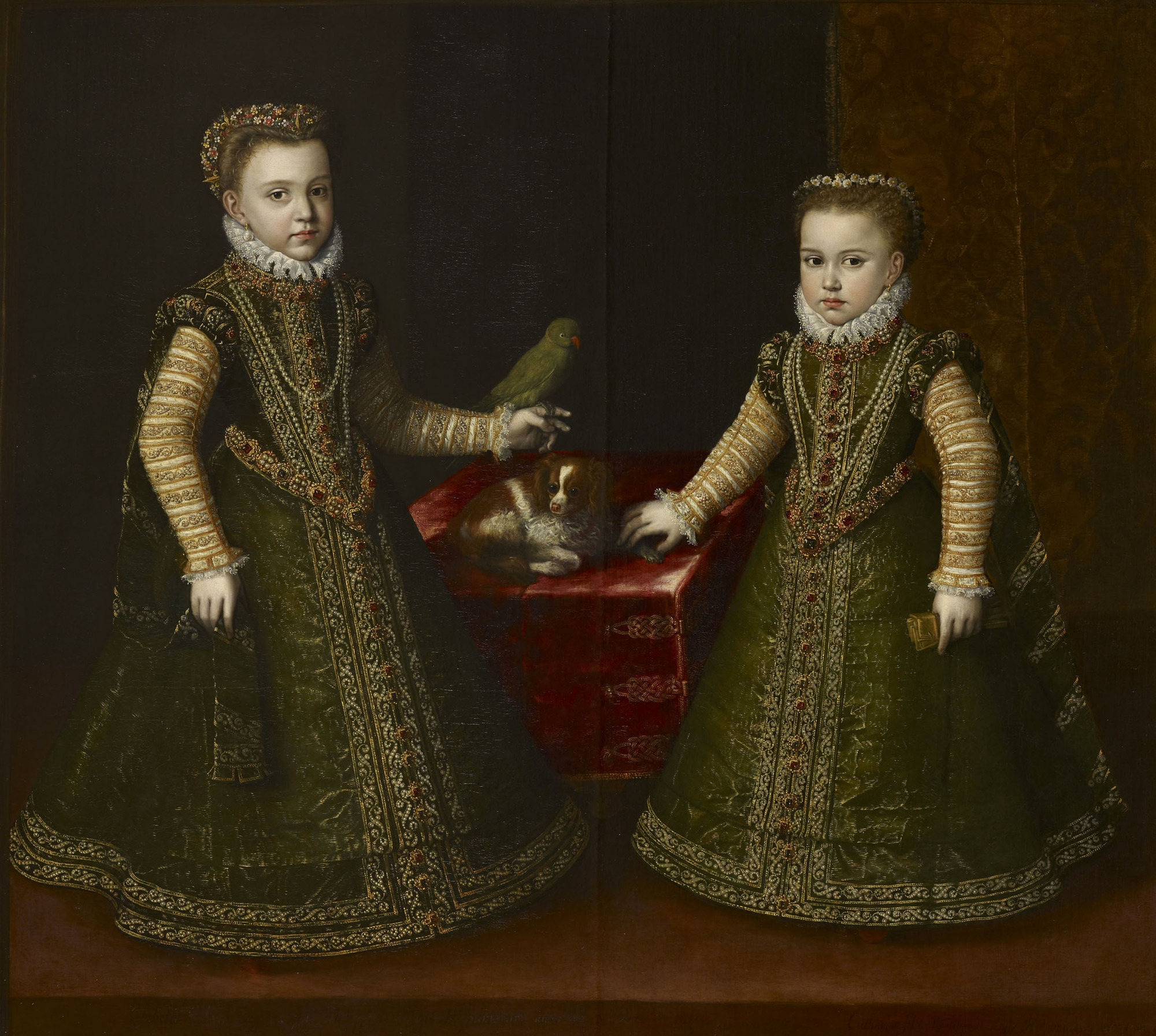
Les infantes Isabelle-Claire-Eugénie d'Autriche et Catalina Micaela, filles de Philippe II, roi d'Espagne et des Indes (par Alonso Sánchez Coello, 1571).

Dans les monarchies hispaniques médiévales, tant la castillane et la léonaise comme la navarraise ou aragonaise, tous les fils et filles des rois, y compris les aînés, recevaient le titre d'infants ou infantes. Cependant, à la fin du XIVe siècle, Jean Ier, fils et successeur d'Henri II de Trastamare, en mariant son fils aîné, l'infant Enrique — futur Henri III — avec Catherine de Lancastre, petite-fille du roi détrôné et assassiné Pierre le Cruel, créa le titre de prince des Asturies pour le couple. Ce titre fut par la suite attribué aux héritiers de la Couronne. Par naissance, les fils aînés des rois naissaient infants comme leurs frères, mais ils devenaient, lors de leur désignation comme héritiers par les Cortes, princes des Asturies.

## Régulation
L'utilisation du titre d'infant est régulée à l'article 3 du Décret royal no 1368/1987, du 6 novembre, portant régime des titres, traitements et honneurs de la Famille Royale et des Régents:
1. Les enfants du Roi qui n'ont pas la condition de Prince ou Princesse des Asturies et les enfants de ce Prince ou de cette Princesse seront Infants d'Espagne et recevront le prédicat d'Altesse Royale. Leurs consorts, tant qu'ils le seront ou qu'ils demeureront veufs, auront le prédicat et honneurs que le Roi, par voie de grâce, leur concédera en application de la faculté que lui attribue l'alinéa f) de l'article 62 de la Constitution.
2. De même, le Roi pourra exceptionnellement octroyer la Dignité d'Infant et le prédicat d'Altesse aux personnes qu'il jugerait dignes de cet honneur.
3. En dehors de ce qui est prévu aux deux alinéas précédents, et à l'exception de ce qui est disposé à l'article 5 pour les membres de la Régence, aucune personne ne pourra:
a) se titrer Prince ou Princesse des Asturies ni porter aucun des titres traditionnellement associés à l'héritier de la Couronne d'Espagne.
b) se titrer Infant d'Espagne.
c) recevoir les prédicats et honneurs qui correspondent aux dignités des alinéas a) et b).

## Infants d'Espagne actuels
Conformément à ce qui précède et aux lois espagnoles, les actuels infants d'Espagne vivants sont :
- Sofía de Borbón, fille cadette du roi Felipe VI.
- Elena de Borbón, duchesse de Lugo, fille aînée du roi Juan Carlos Ier et sœur du roi.
- Cristina de Borbón, deuxième fille du roi Juan Carlos Ier et sœur du roi.
- Margarita de Borbón, duchesse de Soria et d'Hernani, fille cadette du comte de Barcelone et tante du roi.